# Джон Сноу (персонаж)
Джон Сноу (на английски: Jon Snow) е литературен герой от фентъзи поредицата „Песен за огън и лед“ на американския писател Джордж Р. Р. Мартин.

## Биография
Джон Сноу е незаконен син на лорд Едард Старк, върховния лорд на северните части на Вестерос. На еднаква възраст е с неговия най-голям законен син Роб Старк, с когото са в много близки отношения. Възпитава се заедно с останалите деца на лорд Едард. Неговият чичо Бенджен Старк е член на Нощната стража, войскова част имаща за задача да охранява Вала (защитно съоръжение, изградено за да спира набезите на диваците, населяващи крайния Север). След като лорд Едард заминава за Кралски Чертог, за да стане Ръка на Краля, Джон Сноу се присъединява към чичо си и става заклет брат на Нощната стража. След смъртта на лорд командира на Стражата лорд Мормон е избран от останалите братя за нов лорд командир.